# 黑與藍
《黑與藍》（英語：Black & Blue）是蘇格蘭作家伊恩·藍欽所著的犯罪小說，是雷博思探長系列的第八本小說，於1997年出版，2000年成為雷博思探長系列中首部被改編成電視劇的故事。伊恩·藍欽亦憑此小說獲得英國犯罪作家協會的最高殊榮金匕首獎。

## 故事簡介
雷博思探長調任到克雷米勒警局，負責調查石油職員米其森的謀殺案，調查發現是一個黑道老大的頭號殺手，於是雷博思北上阿伯丁繼續調查。調查結果是米其森得罪了石油公司的高層，高層人士於是聘請在阿伯丁提供毒品的黑道人士將其殺死。雷博思在阿伯丁期間同時發現了黑道老大的毒品交易及警員行賄事宜，他將這些榮譽都送給了他的女友婕兒督察長。同時間，蘇格蘭出現了模仿著名連環兇手案罪犯聖經約翰的兇徒，雷思博與其中一個受害人有一面之緣，故此暗中亦調查此事，結果讓他協助找到兇徒外，他更發現了聖經約翰的真正身份。